# Chariodema villosa
Chariodema villosa är en skalbaggsart som beskrevs av Blanchard 1850. Chariodema villosa ingår i släktet Chariodema och familjen Melolonthidae. Inga underarter finns listade i Catalogue of Life.